# Birgit Kober
Birgit Kober (* 10. Juli 1971 in München, Bayern) ist eine deutsche Leichtathletin, die sich im Behindertensport in der Startklasse F36 auf das Kugelstoßen spezialisiert hat.
Sie hält auch mit 11,79 m den Weltrekord in dieser Startklasse.

## Leben
Kober wuchs in München auf. Im Zusammenhang mit einer Antibiotika-Behandlung wurde sie mit 16 Jahren schwerhörig, mit 17 Jahren bekam sie erstmals epileptische Anfälle. Sie zog ins Ruhrgebiet, um dort eine Schule für Hörgeschädigte in Essen zu besuchen. Anschließend studierte sie Medizin und Pädagogik an der Ludwig-Maximilians-Universität München. 2006 unterbrach sie ihr Studium, um ihre krebskranke Mutter zu pflegen, die im April 2007 verstarb. Im Juni 2007 erlitt sie einen Status epilepticus, der im Krankenhaus behandelt wurde. Dort unterlief den Ärzten ein Behandlungsfehler, in dessen Folge sie eine schwere Ataxie erlitt und seitdem einen Rollstuhl nutzte. Aktuell trainiert sie wieder ohne Rollstuhl.

## Sport
Kober begann 1985, noch unbeeinträchtigt, mit dem Speerwurf und betätigte sich seit 2008 im Behindertensport, wo sie sich auch im Parabadminton auf Amateurniveau versuchte.
2011 hatte Kober ihr internationales Debüt und errang bei den IPC-Weltmeisterschaften in Christchurch die Goldmedaille in den Disziplinen Speerwurf und Kugelstoßen.
2012 holte sie mit der Kugel und dem Speer jeweils Gold bei den IPC-Europameisterschaften in Stadskanaal und bei den Sommer-Paralympics in London.
Kober siegte wiederholt beim Kugelstoßen und beim Speerwurf, sowohl 2013 bei den IPC-Weltmeisterschaften in Lyon als auch 2014 bei den IPC-Europameisterschaften in Swansea.
War Kober seit 2011 im Rollstuhl an den Start gegangen, wechselte sie Anfang 2016 in die Startklasse F36, um fortan im Stehen anzutreten, da eine Regeländerung vorschrieb, dass Athleten im Rollstuhl künftig so festgeschnallt sein müssen, dass sie keine Kraft mehr aus den Beinen generieren können. (Den Rollstuhl benötigt sie trotzdem weiterhin für lange Gehstrecken und den Alltag). Seit dem Wechsel konkurriert sie nur noch mit der Kugel.
Schon Anfang Juli 2016 warf Kober im Stehen beim Bayer Invitational Meeting in Leverkusen mit 11,52 m Weltrekord. Zwei Monate später holte sie Gold bei den Sommer-Paralympics in Rio de Janeiro, wofür sie am 1. November 2016 mit dem Silbernen Lorbeerblatt ausgezeichnet wurde.
2018 verbesserte Kober bei den Deutschen Meisterschaften des Deutschen Behindertensportverbandes (DBS) in Kienbaum den von ihr gehaltenen Weltrekord um 4 cm auf 11,56 m. Bei den IPC-Europameisterschaften in Berlin erhöhte sie diesen um weitere 23 cm auf 11,79 m und wurde Europameisterin.

## Vereinszugehörigkeiten
2008 wurde Kober Mitglied im TSV Bayer 04 Leverkusen. Nach den Paralympics in Rio 2016 wechselte sie zum TSV 1860 München in die dort neu gegründete Behindertenabteilung, um in München mitzuhelfen, den Behindertensport besonders im Bereich Leichtathletik voranzubringen. Zur Saison 2019 erfolgte dann der Wechsel zum BSG Bad Oeynhausen, wo auch der Trainer Alex Holstein ansässig ist.

## Ehrungen
- 2012: Silbernes Lorbeerblatt[1]
- „Behindertensportlerin 2012“[6]
- 2013: Bayerischer Sportpreis
- 2016: Silbernes Lorbeerblatt[5]
- 2020: Bayerische Verfassungsmedaille in Silber[7]